# Wiwera
Wiwera (Viverra) – rodzaj ssaków z podrodziny wiwer (Viverrinae) w obrębie rodziny wiwerowatych (Viverridae).

## Rozmieszczenie geograficzne
Rodzaj obejmuje gatunki występujące w Azji (Chińska Republika Ludowa, Indie, Nepal, Mjanma, Laos, Wietnam, Kambodża, Tajlandia, Malezja, Filipiny i Indonezja).

## Morfologia
Długość ciała (bez ogona) 54–85 cm, długość ogona 26–49,8 cm, długość ucha 2,5–5,2 cm, długość tylnej stopy 8,2–15 cm; masa ciała 3–9 kg.

## Systematyka
Rodzaj zdefiniował w 1758 roku szwedzki przyrodnik Karol Linneusz w 10 wydaniu Systema Naturae, publikacji własnego autorstwa poświęconej systematyce zwierząt. Linneusz wymienił pięć gatunków – Viverra ichneumon Linnaeus, 1758, Viverra memphitis Linnaeus, 1758 (nomen dubium), Viverra putorius Linnaeus, 1758, Viverra zibetha Linnaeus, 1758 i Viverra genetta Linnaeus, 1758 – z których gatunkiem typowym jest Viverra zibetha Linnaeus, 1758 (wiwera indyjska).

### Etymologia
- Viverra (Vivera): łac. viverra ‘fretka’[9].
- Moschothera: gr. μοσχος moskhos ‘piżmo’[10]; θηρ thēr, θηρος thēros ‘bestia, zwierzę’[11]. Gatunek typowy (oryginalne oznaczenie): Viverra civettina Blyth, 1862.

### Podział systematyczny
Do rodzaju należą następujące występujące współcześnie gatunki:
| Grafika | Gatunek            | Autor i rok opisu | Nazwa zwyczajowa  | Podgatunki         | Rozmieszczenie geograficzne | Podstawowe wymiary                     | Status IUCN |
| ------- | ------------------ | ----------------- | ----------------- | ------------------ | --- | -------------------------------------- | ----------- |
|         | Viverra tangalunga | J.E. Gray, 1832   | wiwera malajska   | 2 podgatunki       | półwyspowa część Malezji, Sumatra, Borneo, Celebes, być może Jawa oraz kilka małych wysp (na wschód do Ambon) i Filipiny; być może introdukowany w części swojego zasięgu; zakres wysokości: do 1100 m n.p.m.                   | DC: 54–77 cm DO: 26–39 cm MC: 3–7 kg   | LC          |
|         | Viverra zibetha    | Linnaeus, 1758    | wiwera indyjska   | 6 podgatunków      | Nepal, północno-wschodnie Indie, środkowa i południowo-wschodnia Chińska Republika Ludowa (włącznie z wyspą Hajnan) oraz kontynentalna południowo-wschodnia Azja; introdukowany na Andamany; zakres wysokości: do 1600 m n.p.m. | DC: 75–85 cm DO: 38–49 cm MC: 8–9 kg   | LC          |
|         | Viverra megaspila  | E. Blyth, 1862    | wiwera plamista   | gatunek monotypowy | nieregularnie w południowej Chińskiej Republice Ludowej i kontynentalnej południowo-wschodniej Azji do Półwyspu Malajskiego; zakres wysokości: do 520 m n.p.m.                                                                  | DC: 72–85 cm DO: 30–37 cm MC: 8–9 kg   | EN          |
|         | Viverra civettina  | E. Blyth, 1862    | wiwera malabarska | gatunek monotypowy | endemit Indii: Ghaty Zachodnie; zakres wysokości: 0–600 m n.p.m. | DC: 76–85 cm DO: 30–40 cm MC: 6,6–8 kg | CR          |

Kategorie IUCN:  LC  – gatunek najmniejszej troski,  EN  – gatunek zagrożony,  CR .
Opisano również gatunki wymarłe;
- Viverra bakerii Bose, 1880[15] (Azja; plejstocen)
- Viverra howelli Rook & Martínez Navarro, 2004[16] (Europa; miocen)
- Viverra karnuliensis Lydekker, 1886[17] (Azja; plejstocen)
- Viverra nagrii Prasad, 1970[18] (Azja; miocen)
- Viverra pepratxi Depéret, 1885[19] (Europa; pliocen)

## Uwaga
1. ↑  Niepoprawna późniejsza pisownia Viverra Linnaeus, 1758.
2. ↑  DC – długość ciała; DO – długość ogona; MC – masa ciała